# Arturo Cozzaglio
Arturo Cozzaglio (Tremosine sul Garda, 19 marzo 1862 – Tremosine sul Garda, 16 maggio 1950) è stato un geologo e ingegnere italiano.

## Biografia
Arturo Cozzaglio nacque da Eugenio Cozzaglio e Giovanna Fasani.
Dopo gli studi primari, si appassionò alla geologia divenendo allievo di Giuseppe Regazzoni, successivamente applicò gli studi di disegno tecnico e materie scientifiche collaborando nell'impresa dell'amico coetaneo Arnaldo Trebeschi, ingegnere bresciano fra i più noti dell'epoca.
Effettuò ricerche sulla stratigrafia del territorio benacense e portò alla luce un'importante stazione preistorica nel territorio tremosinese.
Diresse il progetto e la realizzazione della strada Porto-Pieve-Vesio nel comune di Tremosine, detta strada della Forra o della gola del torrente Brasa. Progettata nei primi anni del Novecento, l'opera venne finanziata dal governo Zanardelli con la legge 8 luglio 1903, n. 312. Il 50% dei costi furono coperti dallo Stato, il 25% dalla provincia di Brescia, mentre il restante 25% fu a carico del comune di Tremosine.
I lavori iniziarono nel 1908 e si conclusero nel 1913. L'inaugurazione avvenne il 18 maggio dello stesso anno: un corteo di autovetture percorse la strada in tutta la sua interezza fra due ali di folla per giungere al porto di Tremosine dove attendeva un piroscafo speciale per salpare in direzione del porto di Desenzano sul Lago in quanto ai tempi non esisteva un collegamento stradale lungo la sponda occidentale del lago.
Morì a Tremosine il 16 maggio 1950. Il comune gli dedicò una lapide sulla quale si legge: «A perenne memoria di Arturo Cozzaglio, geologo insigne, che animò la severità della scienza, colla poesia delle arti, figlio di questi monti a cui donò vita e fama, l'arditissima strada da lui ideata, il consiglio comunale ed i concittadini, MDCCCLXII - MCML».

## Pubblicazioni
- Osservazioni geologiche sulla riviera bresciana del lago di Garda, in Boll. della Soc. geol. ital., X (1891), pp. 249–308;
- Conoidi e bradisismi in Val Camonica, in Riv. mensile del Club alpino ital., XII (1893), pp. 361–64, 394 s.;
- Note esplicative sopra alcuni rilievi geologici in Val Camonica, in Giornale di mineral., V (1894), pp. 23–43;
- Paesaggi di Val Camonica. Impressioni e studi, Brescia 1895;
- Antonio Stoppani e la sua missione in Italia, ibid. 1897;
- La Madonna del Monte Castello in Tignale sul lago di Garda, ibid. 1897;
- L'aspetto geologico della Riviera benacense da Salò a Limone, in Comm. d. Ateneo di Brescia per l'a. 1915 (1916), pp. 87–222;
- Sulla origine neogenica della Valle Trompia e della Valle Camonica, ibid., pp. 143–167;
- Di alcuni avanzi della vecchia pieve di Tremosine, in Brixia sacra, XII (1921), pp. 161–164;
- Cosa sono i laghi italiani?, in Il Lago degli italiani, VI (1928), pp. 5–8;
- Problema geologico-tecnico della presa d'acqua potabile per la città di Brescia, in Commentari... per l'anno 1934, pp. 55–102;
- G. B. Cacciamali, ibid.., pp. 429–440;
- Scoperta di nuove stazioni preistoriche nel Bresciano. Stazione di Tremosine (lago di Garda), ibid., pp. 97–107.